# マルコス・フレイタス
マルコス・フレイタス（Marcos André Sousa da Silva Freitas、1988年4月8日 - ）はポルトガルの卓球選手。マデイラ諸島・フンシャル出身。2008年北京オリンピックから2016年リオデジャネイロオリンピックまで3大会連続出場。2019年11月21日、Tリーグの木下マイスター東京に加入した。2015 ワールドカップ男子団体初のメダルに貢献（銅）。最高世界ランク男子シングルス7位。

## プレースタイル
左シェークハンドの両面裏ソフトラバー。ドライブ主戦型またはオールランド型。安定した両ハンドドライブと優れたブロック技術を持ち、ラリー戦を得意とする。

## 主な戦績
2010年
- ITTFプロツアー ポーランドオープン 男子ダブルス 優勝

2011年
- ヨーロッパ卓球選手権 男子ダブルス 優勝（アンドレイ・ガチーナペア）

2014年
- ITTFワールドツアーグランドファイナル 男子シングルス 3位

2015年
- ヨーロッパ卓球選手権 男子シングルス 準優勝

2021年
- ヨーロッパトップ16 男子シングルス 準優勝